# Killer Instinct Gold
Killer Instinct Gold é um jogo eletrônico de luta de 1996 baseado no jogo de arcade Killer Instinct 2. Foi desenvolvido pela Rare e lançado pela Nintendo para o Nintendo 64. Como em outros títulos da série, os jogadores controlam personagens que lutam em um plano 2D contra um fundo 3D. Os jogadores pressionam botões para socar e chutar seu oponente em cadeias de golpes sucessivos, conhecidos como combos. Grandes sucessões de combinação levam a ataques mais fortes e golpes de finalização brutais e estilísticos destacados por um locutor. Personagens — incluindo uma gárgula, um ninja e uma mulher fatal — lutam em cenários como uma selva e uma nave espacial.  Killer Instinct Gold  inclui os personagens, combos e 3D do lançamento de arcade, ambientes pré-renderizados, mas exclui suas sequências de vídeo full motion e algumas narrações devido a restrições de o formato de mídia do cartucho. A versão Gold adiciona um modo de treinamento, novas visualizações de câmera e audiovisuais aprimorados.
A Rare era uma proeminente desenvolvedora terceirizada para a Nintendo na década de 1990, e sua série Killer Instinct foi produzida como uma parceria exclusiva em resposta à popularidade de Mortal Kombat. Após o sucesso do porte de 1995 para Super Nintendo Entertainment System (SNES) de Killer Instinct, a Rare deu início a uma sequência para a mesma plataforma, mas fez a transição do desenvolvimento para seu sucessor, o Nintendo 64, após seu lançamento. Gold foi agendado como um título de lançamento para o novo console, mas foi adiado até seu lançamento na América do Norte em novembro de 1996, e foi lançado em outras regiões no ano seguinte. Gold foi posteriormente incluído na compilação retrospectiva da Rare para Xbox One, Rare Replay (2015).
Os revisores preferiram a versão para Nintendo 64 em vez do lançamento de arcade e apreciaram seus aprimoramentos audiovisuais, mas sentiram que suas atualizações gráficas e jogabilidade combinada baseada em memorização eram insuficientes quando comparados a jogos de luta como Tekken 2 e Virtua Fighter 2. Os críticos recomendaram Gold principalmente para fãs da série e do gênero, mas a IGN relatou que até os fãs ficaram chateados com as mudanças no sistema de combo e a ausência de vários personagens populares. Gold não replicou o sucesso de seu predecessor de SNES, e a série permaneceu dormente durante sua aquisição em 2002 pela Microsoft até seu reboot em 2013.

## Jogabilidade

As lutas acontecem em um plano 2D contra um fundo 3D. As barras verdes e o grande número indicam a saúde do personagem e o limite de tempo, respectivamente

Killer Instinct Gold é um porte do jogo de arcade de luta Killer Instinct 2. Como outras entradas na série Killer Instinct, dois personagens controlados por humanos ou inteligência artificial lutam em partidas um contra um para esgotar o medidor de saúde de seu oponente. Enquanto os personagens se movem e atacam em um plano 2D, o fundo é representado em gráficos 3D pré-renderizados, dando uma aparência de profundidade. Os jogadores lutam com uma configuração de seis botões: três botões de soco e três botões de chute, semelhantes aos controles em Street Fighter II. Os jogadores podem encadear uma série de golpes em "combos" para aumentar os danos, com alguns combos exigindo sequências específicas e memorizadas de pressionamentos de botão. Combos de múltiplos golpes levam a ataques mais fortes e golpes de finalização brutais e estilizados, ou "fatalities". Os personagens na extremidade receptora de um combo podem interromper a sequência com um movimento "combo breaker". Um locutor narra os principais momentos do jogo com frases como "Combinação incrível!"
Gold apresenta modos de jogo de arcade, equipe e torneio. O novo "modo de prática" do jogo permite aos jogadores ensaiar suas habilidades e seguir tutoriais. No novo modo de torneio eliminatório, os jogadores percorrem uma equipe pré-selecionada de personagens quando seu personagem atual é eliminado. Gold apresenta os mesmos personagens, combos e ambientes disponíveis em Killer Instinct 2. Os jogadores podem desbloquear novas aparições de personagens, níveis de dificuldade de jogo, e um personagem jogável adicional. A lista compartilhada de Gold e Killer Instinct 2 contém onze personagens no total: quatro novas adições e sete retornando do título anterior, apesar de nem todos os personagens do original reprisarem seus papéis. Os personagens incluem uma gárgula, um ninja e uma mulher fatal. As lutas acontecem em cenários de nave espacial, selva e castelo, entre outros, e alguns fundos são interativos. Gold apresenta novas funções de câmera que automaticamente ampliam para melhor enquadrar a luta. O lançamento também inclui melhorias para os planos de fundo 3D e uma trilha sonora atualizada, mas exclui as sequências de vídeo full-motion e algumas narrações do lançamento de arcade devido às restrições de armazenamento de dados de mídia de cartucho do Nintendo 64. Enquanto os planos de fundo de Gold são animados de forma fluida em 60 quadros por segundo, as animações de seus personagens têm menos quadros do que seu equivalente em arcade.

## Desenvolvimento

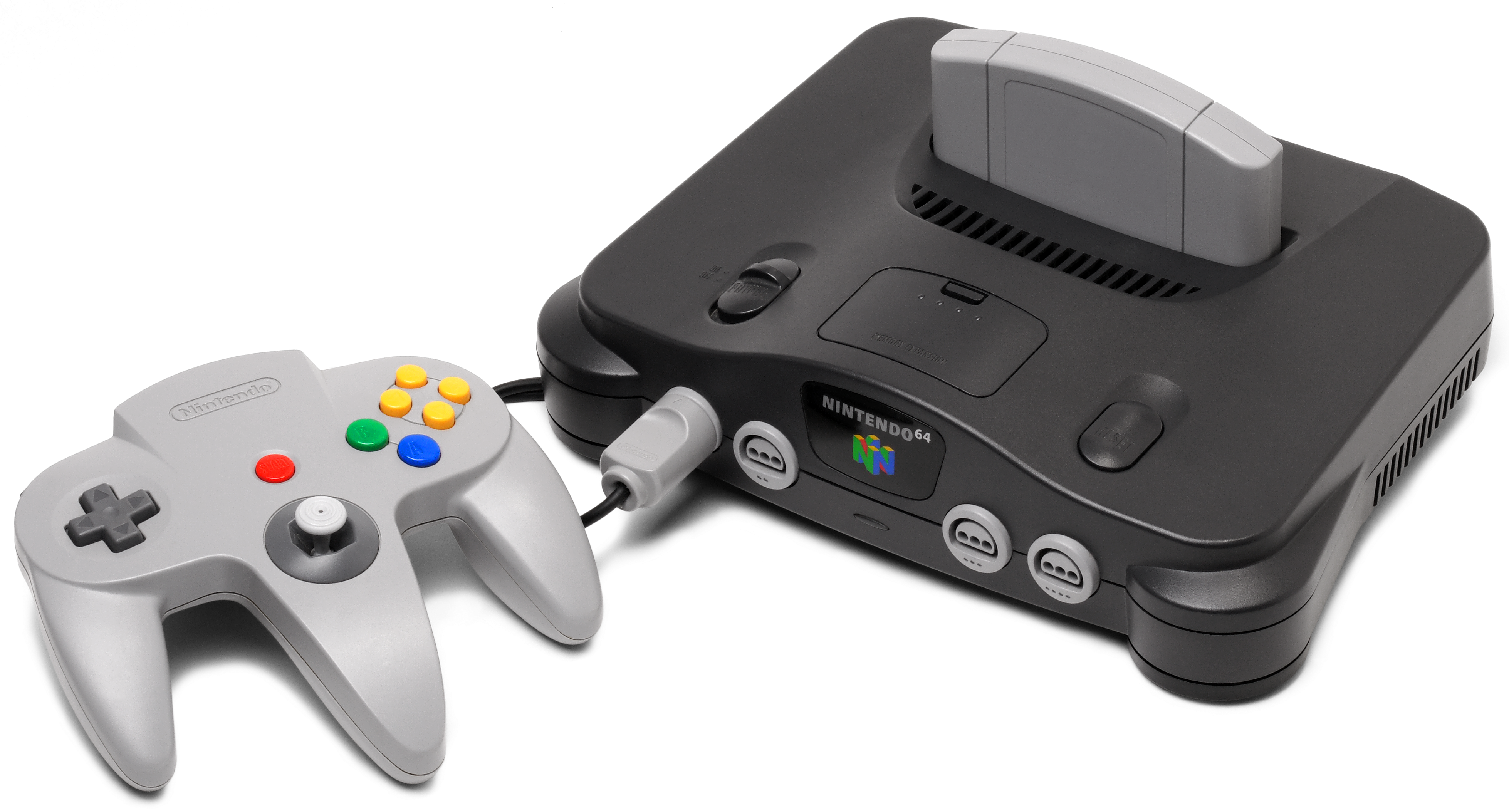
Killer Instinct Gold foi planejado como um título de lançamento para o Nintendo 64

Killer Instinct Gold foi desenvolvido pela Rare durante uma época em que a empresa britânica estava se tornando uma proeminente desenvolvedora secundária e aliada da Nintendo, a publicadora. A Rare modelou sua série Killer Instinct na série de jogos de luta Mortal Kombat. Afastando-se dos jogos de luta básicos como Street Fighter, tanto Killer Instinct quanto Mortal Kombat defenderam um ritmo de jogo agressivamente rápido e colocaram menos ênfase na paciência e maestria. A série Killer Instinct começou como um jogo de arcade (1994) e tornou-se conhecida como uma "versão da Nintendo de Mortal Kombat" após seu lançamento no Super Nintendo Entertainment System (SNES) (1995) e Game Boy (1995). A indústria de jogos eletrônicos esperava uma sequência após o grande sucesso da versão de SNES, com mais de três milhões de cópias vendidas. Seguindo a demanda do mercado, a Rare começou a desenvolver uma sequência para o fliperama. Eles tinham uma versão de SNES em desenvolvimento, mas fizeram a transição para o novo Nintendo 64 após o anúncio do console. A equipe de desenvolvimento de Killer Instinct se dividiu entre a versão de arcade e o lançamento para Nintendo 64, que se tornaria o Killer Instinct Gold. Este último começou a trabalhar assim que a Rare recebeu seu kit de desenvolvimento para Nintendo 64.
A equipe de desenvolvimento de sete pessoas começou a trabalhar na sequência com ideias que não se encaixavam no original. Eles também incorporaram o feedback dos jogadores de Killer Instinct. A arte, design e programação de Killer Instinct 2 mudaram continuamente ao longo do desenvolvimento até o seu lançamento. Kevin Bayliss desenhou os personagens e Chris Tilston desenvolveu o motor de jogo com feedback de Ken Lobb, da Nintendo. A Rare usou a tecnologia de compressão para encaixar a versão de arcade no cartucho menor de Nintendo 64. Enquanto Killer Instinct foi planejado para mostrar o poder do Nintendo 64, o console era mais limitado do que a configuração de arcade da Rare, e a Rare teve que otimizar a versão de arcade para rodar no console. A versão de arcade usava uma animação para dar a ilusão da câmera girando horizontalmente, mas a versão do console usava arquivos de imagem estática com menos detalhes. Ambas as versões de arcade e console usam o mesmo motor de jogo e personagens.
O jogo foi originalmente programado para ser um dos dois títulos de lançamento do Nintendo 64, mas perdeu sua janela de lançamento. Gold foi lançado na América do Norte em 25 de novembro de 1996, e em outros países no ano seguinte, em 9 de maio de 1997. Sua trilha sonora foi lançada em CD, o que era raro para jogos eletrônicos ocidentais na década de 1990. A Rare, sob contrato, acabou finalizando sua versão para SNES de Killer Instinct 2, mas a Nintendo optou por não lançá-la.

## Recepção
Em 1996, críticos compararam Gold favoravelmente a Killer Instinct 2, mas acreditavam que seus gráficos não haviam sido suficientemente aprimorados. Em particular, a IGN declarou que os gráficos de Killer Instinct 2 pareciam datados em Gold e deu-lhe uma "sensação brega dos anos 80". Comparado com o lançamento de arcade, a IGN e a CVG notaram menos quadros de animação. A IGN preferiu a música nítida de Gold, mas teria gostado de mais personagens e distinções da versão de arcade. A GameSpot nomeou Gold como a melhor entrada da série na época, mas outros críticos apenas recomendaram Gold para os fãs da série e do gênero e os mais desesperados por um jogo de luta para o Nintendo 64. A AllGame descreveu Killer Instinct Gold como o melhor para jogadores que querem "Mortal Kombat na velocidade" com um locutor "Barry White hiperativo".
Dentro do gênero de jogos de luta, a GameSpot considerou Gold melhor do que o outro jogo de luta do Nintendo 64, Mortal Kombat Trilogy, mas os leitores da GamePro avaliaram Gold abaixo de Tekken 2, também lançado naquele ano. A Next Generation e a N64 Magazine concordoaram que Tekken 2 e Virtua Fighter 2 superaram Killer Instinct Gold. A N64 Magazine concluiu que mesmo no então escasso catálogo de títulos do Nintendo 64, Killer Instinct Gold não se distinguia e, portanto, tinha uma vida útil de "semanas em vez de meses". Killer Instinct Gold passou de um anúncio celebrado para um lançamento europeu tranquilo.
Os revisores elogiaram muito os cenários de som e ambiente do jogo, mas notaram manchas nas animações dos personagens. A IGN apreciou seu som estéreo, efeitos especiais e trabalho de câmera. Os personagens pareciam borrados, de acordo com a CVG, por causa do "anti-aliasing difuso" quando a câmera ampliava. Com exceção desta falha, a GameSpot considerou os gráficos "quase perfeitos". Os gráficos impressionaram de forma semelhante a Game Informer mas, como um crítico comentou, Gold tinha poucas outras características positivas. Em contraste, a GamePro elogiou as animações de personagens "vívidas" sobre os fundos "um pouco irritantes".
Enquanto a GamePro deu ao jogo classificações perfeitas em controles e diversão, a Next Generation considerou os controles quase tão estranhos quanto no SNES e, no final das contas, escreveu que o jogo "não era muito divertido". Muitos revisores criticaram a jogabilidade baseada em combo de Gold, que diminuia a importância da habilidade. Essa ênfase superficial na memorização "arcaica" de sequências combinadas, de acordo com a IGN, evitou a improvisação criativa. A CVG escreveu que Gold tinha pouco "fluxo": cada partida era focada em grandes combos ao invés de pequenos movimentos estratégicos. Assim, os jogadores eram forçados a treinar antes que pudessem produzir combos por tempo suficiente para vencer partidas. Vários revisores elogiaram o modo de treinamento do jogo, que a CVG também gostou em seu predecessor para SNES.
Killer Instinct Gold foi o quinto jogo eletrônico mais vendido no Natal de 1996 de acordo com dados da TRST.

## Legado
Depois que Killer Instinct Gold não vendeu tão bem quanto a versão original de SNES, a série ficou adormecida. A IGN relatou em 2010 que Gold irritou os fãs da série ao alterar os conjuntos de movimentos combinados e omitir os personagens "favoritos dos fãs" do original. O site acrescentou que a Rare sabia que, entre todas as suas franquias, Killer Instinct era a que mais interessava aos fãs em uma nova entrada da série. A Microsoft comprou a Rare em 2002, encerrando a proeminente aliança da aquisição com a Nintendo. A Microsoft e a Rare reviveram a série para a plataforma Xbox One em 2013. Em 2014, a GamesRadar classificou Gold retrospectivamente como o 35º melhor jogo para Nintendo 64.
Killer Instinct Gold foi mais tarde emulado para a compilação de 2015 da Rare para o Xbox One, Rare Replay. A Nintendo Life escreveu que os gráficos de Gold não envelheceram bem. O New York Daily News relatou que Killer Instinct Gold, embora "subestimado" em seu tempo, havia murchado em uma frustração desatualizada como a maior decepção da antologia. A Destructoid destacou Gold como o pior título da coleção, como um Killer Instinct 2 básico. Vinte anos após o lançamento original, a Retro Gamer escreveu que, embora Killer Instinct fosse popular nos arcades, foi superado por Tekken 2 e Virtua Fighter 2 em 1996 e, finalmente, mostrou-se medíocre em comparação.